# نواف الشهراني
نواف الشهراني، لاعب كرة قدم سعودي، يلعب في خط الوسط في نادي ساجر.

## مسيرة اللاعب
لعب في نادي الشباب ونادي الصقر ونادي المجزل ونادي ساجر.